# روسلان أبازوف
روسلان أبازوف (25 مايو 1993 بنارت كالا في روسيا - ) (بالروسية: Руслан Асланович Абазов)‏ هو لاعب كرة قدم روسي في مركز الدفاع. لعب مع نادي روتور فولغوغراد ونادي روستوف وفاكل فارونيش ‏ ونادي تيومين ‏ ونادي توسنو وسبارتاك نالتشيك.

## وصلات خارجية
- روسلان أبازوف على موقع قاعدة بيانات كرة القدم.إي يو (الإنجليزية)
- روسلان أبازوف على موقع Soccerway.com (الإنجليزية)
- روسلان أبازوف على موقع عالم كرة القدم.نت (الإنجليزية)